# Gélacourt
Gélacourt település Franciaországban, Meurthe-et-Moselle megyében. Lakosainak száma 184 fő (2022. január 1.). Gélacourt Baccarat, Azerailles, Brouville és Merviller községekkel határos.

## Népesség
A település népességének változása:
| Lakosok száma | 119  | 150  | 181  | 157  | 172  | 168  | 167  | 169  | 170  | 184  |
|               | 1968 | 1982 | 1990 | 2006 | 2013 | 2015 | 2017 | 2019 | 2020 | 2022 |